# Valério Breda
Dom Valério Breda S.D.B. (San Fior, Itália, 24 de janeiro de 1945 - Maceió, 16 de junho de 2020) foi um religioso católico italiano, bispo da Diocese de Penedo, de 19 de outubro de 1997 até sua morte.

## Biografia
Aos 17 anos, no dia 16 de agosto de 1962, Valério Breda fez a Primeira Profissão Religiosa na Sociedade de São Francisco de Sales. A cerimônia de seu em Albaré di Costermano, Verona - Itália, onde também fez sua Profissão Perpétua no dia 16 de agosto de 1968.
No dia 24 de janeiro de 1973 foi ordenado Diácono em Roma, sendo ordenado Presbítero no dia 29 de junho do mesmo ano. Sua ordenação sacerdotal se deu em San Fior, sua cidade natal.
Antes do episcopado, Dom Valério trabalhou no Liceu Clássico Salesiano de Manfredini di Este, em Padova, e foi encarregado do Centro Juvenil na Paróquia Salesiana de Padova. Chegou ao Brasil em 17 de novembro de 1983 como missionário salesiano, atuando em Matriz de Camaragibe/AL até 1993, quando foi nomeado Inspetor da Inspetoria Salesiana São Luiz Gonzaga do Nordeste do Brasil para um mandato de seis anos, tomando posse no dia 10 de dezembro daquele mesmo ano na Basílica do Sagrado Coração - Recife/PE. Também foi sócio da Sociedade Brasileira de Canonistas (SBC).
No dia 30 de julho de 1997, o Papa João Paulo II o nomeou Bispo para a Diocese de Penedo. Recebeu a Ordenação episcopal no dia 19 de outubro de 1997 na Colégio Salesiano Sagrado Coração - Recife/PE. Tomou posse como sexto Bispo diocesano daquela Diocese no dia 23 de novembro do mesmo ano, Solenidade de Cristo Rei, escolhendo como lema “Caritas Christi Urget” (O amor de Cristo nos impele). Dom Breda, nestes últimos anos, era presidente da Comissão Regional Pastoral Bíblico-Catequética do Regional Nordeste 2 da CNBB.
Faleceu na manhã do dia 16 de junho de 2020 em Maceió, onde estava hospitalizado desde o dia 15 de abril quando sofreu um AVC (acidente vascular cerebral). Por causa da Pandemia de COVID-19, Foi sepultado na Catedral de Nossa Senhora do Rosário em Missa presidida por Dom Paulo Jackson, (Presidente do Regional Nordeste 2 da CNBB), contando apenas com a presença do clero diocesano, no entanto, houve um cortejo  pelas ruas de algumas cidades de Alagoas. Na ocasião, o bispo foi homenageado por onde passava. O cortejo foi realizado com o auxilio do carro do corpo de bombeiros, viaturas da policia militar e acompanhado por centenas de carros e motos, ao mesmo tempo assistido, online, por milhares de pessoas.